# Breckenridge (Texas)
Breckenridge város az USA Texas államában. Lakosainak száma 5187 fő (2020. április 1.).

## Népesség
A település népességének változása:
| Lakosok száma | 5868 | 5780 | 5187 |
|               | 2000 | 2010 | 2020 |